# The Bare Necessities
Busca Lo Más Vital (originalmente en inglés, The Bare Necessities) es una famosa canción escrita por Terry Gilkyson para la película de dibujos animados de Disney El Libro de la Selva (1967). En la versión hispanohablante de la película es cantada por Germán Valdés como Baloo y Diana Santos como Mowgli. La versión original en inglés es cantada por Phil Harris como Baloo y Bruce Reitherman como Mowgli.
Fue originalmente escrita para un borrador previo de la película que nunca se produjo. Los hermanos Sherman, quienes escribieron las otras canciones de la película, mantuvieron esta como la canción única utilizada de la versión anterior. Un bis de la canción fue cantada por Sebastian Cabot como Bagheera y Phil Harris como Baloo al final de la película. Van Dyke Parks trabajó en el arreglo, que fue su primer concierto pagado después de mudarse a California. También fue cantada por Louis Armstrong. Lou Rawls interpretó una versión hip-hop de la canción como tema para Jungle Cubs.
En 1967, Busca Lo Más Vital fue nominada al Óscar a la mejor canción original pero ganó Talk To The Animals de Doctor Dolittle.

## En la cultura popular
- En 1969, Alvin y las ardillas grabaron esta canción para su álbum The Chipmunks Go to the Movies.
- En 1988, la canción fue tarareada por el personaje de Siobhan E. McCafferty en el episodio de Las pesadillas de Freddy "Judy Miller, Come on Down".
- En 1991, la canción fue versionada por Harry Connick Jr. para Simply Mad About The Mouse, un álbum y un especial de televisión.  En 1991, The Bare Necessities Megamix, producido por Nigel Wright bajo el nombre de The UK Mixmasters, alcanzó el número 14 en el UK Singles Chart.[7] En El libro de la selva 2, se ve a Baloo (John Goodman) cantando The Bare Necessities mientras crea un muñeco de Mowgli, usando una cáscara de coco y plátano, para cantar con él, solo para darse cuenta tristemente de que ya no está Mowgli. Mowgli (Haley Joel Osment) y Baloo cantan la canción juntos después de que Baloo lo saca de la aldea. Al final de la película, Mowgli, Shanti (Mae Whitman) y Baloo cantan una repetición de la canción.
- En 2005, Julie Andrews eligió la canción para su álbum "Julie Andrews selecciona sus canciones favoritas de Disney".
- Tituss Burgess interpretó la canción para el especial de radio de la BBC BBC Radio 2 Celebrates The Music of Disney.
- Bowling for Soup lo grabó para el álbum DisneyMania 3 de Disney.
- En la película de acción en vivo de El libro de la selva: la aventura continúa de 1994, el Dr. Julius Plumford exclama All the bare necessities of life! («¡Todas las necesidades básicas de la vida!») en la escena del salón de baile.
- En 1998, Tony Bennett lo cubrió en su álbum The Playground, que se lanzó el 25 de septiembre de 1998.
- En el quinto episodio de la décima temporada de Dancing with the stars de ABC, el futbolista estadounidense Chad Ochocinco y su socio profesional Cheryl Burke bailaron un paso rápido con la canción.
- Just for Laughs: Gags a veces usa una versión instrumental de esta canción durante una broma.
- Eliza Gilkyson, la hija del compositor de la canción, Terry Gilkyson, interpretó la canción en su álbum en vivo de 2007, Your Town Tonight.
- Brian Wilson lo versionó en su álbum In the Key of Disney, que fue lanzado el 25 de octubre de 2011.
- Desde septiembre de 2011, la canción se ha utilizado en anuncios de la cadena de supermercados británica Sainsbury's, promoviendo el nuevo eslogan Live Well For Less.
- Los Lobos lo cubrieron en su álbum Los Lobos Goes Disney, lanzado en 2009.
- La canción aparece en el escenario musical de Disney 2013 dirigido por Mary Zimmerman e interpretado por Kevin Carolan como Baloo.
- El 13 de junio de 2012, Hong Kong Disneyland abrió la tierra temática Grizzly Gulch, el puesto de regalos en la tierra se llama The Bear Necessities.
- En noviembre de 2013, The Overtones grabó esta canción como una mezcla con I Wanna Be Like You para su álbum Saturday Night at the Movies
- En 2015, la comedia infantil británica Horrible Histories introdujo una parodia de esta canción relacionada con Oliver Cromwell. Fue realizado por el comediante Lawry Lewin, y apareció en la sexta serie.
- Bill Murray y Neel Sethi interpretan la canción como Baloo y Mowgli, respectivamente, en la adaptación de acción en vivo de 2016. Una versión de portada del Dr. John aparece durante los créditos finales de la película.
- En 2018, Maddie Poppe, ganadora de la temporada 16 de American Idol, interpretó la canción durante la noche de Disney.